# Jakiw Chammo
Jakiw Mychajłowycz Chammo (ukr. Яків Михайлович Хаммо, ur. 11 czerwca 1994) – ukraiński judoka. Dwukrotny olimpijczyk. Zajął dziewiąte miejsce w Rio de Janeiro 2016 i piąte w Tokio 2020. Walczył w wadze ciężkiej.
Brązowy medalista mistrzostw świata w 2015 i 2021; uczestnik zawodów w 2017 i 2018. Startował w Pucharze Świata w latach 2013-2015. Piąty na mistrzostwach Europy w 2022. Trzeci na igrzyskach europejskich w 2015. Trzeci na MŚ juniorów w 2014 roku.

## Letnie Igrzyska Olimpijskie 2016
| Konkurencja | Eliminacje            | Eliminacje                | Klas. końcowa |
| Konkurencja | Przeciwnik I          | Przeciwnik II             | Miejsce       |
| ----------- | --------------------- | ------------------------- | ------------- |
| +100 kg     | Rachid Sidibé (BFA) Z | Jurij Krakowiecki (KGZ) P | 9.            |

## Letnie Igrzyska Olimpijskie 2020
| Konkurencja | Eliminacje                | Eliminacje                 | Repasaże                   | Finały                     | Klas. końcowa |
| Konkurencja | Przeciwnik I              | 1/4                        | Przeciwnik I               | o 3 miejsce                | Miejsce       |
| ----------- | ------------------------- | -------------------------- | -------------------------- | -------------------------- | ------------- |
| +100 kg     | Vlăduț Simionescu (ROU) Z | Hisayoshi Harasawa (JPN) P | Bekmurod Oltiboyev (UZB) Z | Tamierłan Baszajew (RUS) P | 5.            |